# Harmonia Rosales
Harmonia Rosales (1984) es una artista afrocubana estadounidense de Chicago.
Rosales nació en Chicago y creció en Champaign. Ella señala que fueron sus padres por quienes adquiere un interés por las artes visuales. Asistió a Glenville State College en Virginia Occidental.
Su primera exposición individual, titulada Black Imaginary to Counter Hegemony, se presentó en Simard Bilodeau Contemporary de Los Ángeles.

## Vida personal
Al crecer, le gustaban muchas de las pinturas clásicas del Renacimiento italiano. Su familia era muy tradicional y le dijeron que necesitaría un hombre que la apoyara. Cuando creció, se casó con su novio de la secundaria y concibió una hija. Después de darse cuenta de que la relación no funcionaría, se divorció y se quedó prácticamente sin ninguna posesión material en su poder.

## Estilo artístico
Rosales trabaja reinterpretando las obras maestras del Renacimiento, reemplazando con heroínas negras a los sujetos principales de la pintura, porque dice que “religión y poder van de la mano” y los colonos habían usado la religión para “manipular y controlar”. Ella explica la idea de que un hombre blanco eurocéntrico que domina el cielo es todo lo que la gente ve y es lo que todos crecen viendo hasta que se les asigna un gran valor sobre dichas concepciones. Esta visión de ella la hizo sentirse excluida de este mundo del arte dominado por la visión eurocéntrica que, a su vez, es la inspiración de sus pinturas. Rosales señala que con su obra espera ser capaz de empoderar a las personas con el arte, incluso si se trata de un pequeño grupo de personas y dar a las mujeres negras "obras de arte que reflejen su belleza que ha sido ignorada durante tanto tiempo".
"Elegí recrear estas imágenes para estimular la pregunta… ¿Por qué? ¿por qué seguimos teniendo como referente incónico de Dios la imagen masculina blanca? ¿Por qué la santidad, pureza y poder tiene que ser una imagen femenina blanca, con rasgos europeos, y además ser el canon de la belleza durante tanto tiempo? ¿Qué enseña eso a nuestras futuras generaciones? Entonces, ¿qué mejor manera de explicar visualmente esto para reimaginar estas pinturas con las imágenes menos representadas en la sociedad americana? Una mujer negra muy oscura en su estado natural y hermoso…. Porque todo el mundo debe ser visto como igual."

## Pinturas
Una de sus muchas obras es El nacimiento de Oshun, una pintura al óleo sobre lienzo, que reimagina la obra de Sandro Botticelli, El nacimiento de Venus, colocando a Oshun, la diosa yoruba de la fertilidad, la sensualidad y la prosperidad, en una concha de mar rodeada de ángeles negros, en contraste con la pintura de Botticelli, donde una Venus blanca, la diosa del amor, la belleza y la fertilidad, está en una concha de mar rodeada de ángeles blancos. En esta pintura, Oshun tiene vitiligo que está hecho de parches de oro que tienen sus raíces en las narrativas tradicionales de Nigeria. La pintura está destinada a desafiar las percepciones de la belleza porque, como ella dice, “tradicionalmente, vemos a Venus como esta hermosa mujer de cabello suelto. Mi cabello nunca fluyó, así que me pregunto por qué se supone que este es un cuadro de la mujer más hermosa del mundo". Esta pintura está hecha para mostrar la belleza en la imperfección, como los parches de vitiligo, una condición de la piel. También dice que creó este trabajo pensando en su hija para mostrarle que las mujeres negras y su cabello natural son hermosos.
Otra de las obras de Rosales fue La creación de Dios, una obra de arte que se viralizó en 2017. Esta pintura es una pieza al óleo sobre lienzo que tardó dos meses en elaborar. En esta pintura, Rosales recrea la Creazione di Adamo de Miguel Ángel, mostrando tanto a Dios como a Adán como mujeres negras. Algunos han descrito La creación de Adán como de una belleza indescriptible al mostrar el dedo de Jehová y el cuerpo elegante y desnudo del primer hombre. En contraste, la pintura creada por Rosales muestra a Dios como una mujer negra y crea la ilusión de los cielos como un útero del que está dando a luz a Adán en un acto de fuerza y empoderamiento. Esta pieza recibió muchas reacciones negativas, y los críticos llegaron a calificar su trabajo de "vergüenza, repugnante y apropiación cultural". Sin embargo, Rosales intentaba demostrar que “nos han enseñado que Dios creó al 'hombre' a su propia imagen. [Pero] de hecho, hemos creado a Dios a nuestra propia imagen". Por eso llamó a esta pintura The Creation of God (La creación de Dios). Esta imagen fue creada para mostrar que los sujetos blancos son el estándar en el arte clásico, al tiempo que desafía al espectador a considerar por qué esa práctica es comúnmente aceptada.